# ازگی ایوب‌اوغلو
ازگی ایوب‌اوغلو (انگلیسی: Ezgi Eyüboğlu؛ زادهٔ ۱۵ ژوئن ۱۹۸۸) بازیگر اهل ترکیه است. وی از سال ۲۰۱۰ میلادی تاکنون مشغول فعالیت بوده‌است.
از فیلم‌ها یا برنامه‌های تلویزیونی که وی در آن نقش داشته‌است می‌توان به حریم سلطان، تشکیلات اشاره کرد.